# Pedrouzos (Rois)
Pedrouzos es un lugar de la parroquia de Aguas Santas, municipio de Rois, comarca del Sar, provincia de La Coruña, España.
- Datos: Q20541588